# Borealis
A Borealis, (jelentése: Sarki fény) amelyet a tervezés során Twin Cities-Milwaukee-Chicago (TCMC) néven emlegettek, egy Amtrak intercity járat, amely naponta közlekedik az Illinois állambeli Chicago és a Minnesota állambeli Saint Paul között a wisconsini Milwaukee-n keresztül. Az első járat 2024. május 21-én indult el Amtrak Midwest márkanév alatt.
A vonat a távolsági Empire Buildert egészíti ki, ugyanazokat az állomásokat szolgálja ki, de nagyobb megbízhatósággal és kiegészítő indulási időkkel. A Borealis egy meglévő Chicago-Milwaukee Hiawatha Service vonat meghosszabbításaként megduplázta az Amtrak szolgáltatási gyakoriságát Milwaukee és Saint Paul között.